# Julie Bondeli
Susanna Julie von Bondeli (Berna, 24 de desembre de 1731; batejada l'1 de gener de 1732; – Neuchâtel, 8 d'agost de 1778), va ser una famosa salonnière i dona de lletres suïssa. Casa seva va ser la seu d'un saló que es va convertir en el centre de la vida intel·lectual de Berna.

## Vida
Filla de Friedrich i Julie Bondeli, la jove Susanna (que més tard va deixar de banda el seu nom de fonts) va rebre formació en llengües, matemàtiques i filosofia, una educació atípicament completa per a una noia, tenint en compte els costums socials de l'època en què visqué. Un dels seus professors podria haver estat el radical Samuel Henzi, que va ser executat el 1749 com a principal organitzador d'una conspiració per enderrocar el govern patrici de Berna.
Mai es va casar, però el 1752 va començar a acollir un saló científic a Berna que es convertiria, una dècada més tard, en un centre de la vida cultural de la ciutat. Entre les personalitats amb qui va mantenir relació hi havia el filòsof i naturalista Johann Georg Zimmermann, el poeta Christoph Martin Wieland i l'escriptor i filòsof Jean-Jacques Rousseau. Bondeli i Christoph Martin Wieland van estar promesos durant un temps, però mai es van arribar a casar. També assistien assíduament al seu saló dones de lletres com Albertine Necker de Saussure, una de les primeres defensores de l'educació de les dones, o Suzanne Curchod, ella mateixa amfitriona d'un saló, que acollia un grup literari anomenat Académie des Eaux, casada amb qui va ser ministre de Finances de Lluís XVI, Jacques Necker. També hi havia l'historiador i filòsof Vincent Bernard Tscharner, l'economista Johann Rudolf Tschiffeli, o  el geògraf Jean Rodolphe Sinner.
Els interessos de Julie Bondeli, centrats en les ciències i la filosofia enciclopedista més que no pas en les arts, l'acostaren a Jean-Jacques Rousseau, amb qui es continuaria escrivint després que ell deixés Berna i s'instal·lés a Môtiers, el 1763. El conjunt d'aquesta correspondència permet resseguir i comparar els criteris de tots dos sobre la moral i la metafísica. També mantingué correspondència amb Johann Georg Zimmermann, la novel·lista i editora Sophie von La Roche, el poeta Johann Kaspar Lavater, el teòleg Leonhard Usteri o Christoph Martin Wieland, especialment quan s'anà acabant l'activitat del saló, un material que mostra una brillant crítica literària i una veritable dona de lletres, dotada d'amplis coneixements i erudició, i maduresa de judici.